# Salisbury (Maryland)
|  | Dieser Artikel wurde aufgrund von inhaltlichen Mängeln auf der Qualitätssicherungsseite des Projektes USA eingetragen. Hilf mit, die Qualität dieses Artikels auf ein akzeptables Niveau zu bringen, und beteilige dich an der Diskussion! Eine nähere Beschreibung der zu behebenden Mängel fehlt. |

Salisbury ist eine Kleinstadt im Wicomico County im US-Bundesstaat Maryland. Die Stadt ist Sitz der Countyverwaltung (County Seat) und hat 30.050 Einwohner (Stand Volkszählung 2020) auf einer Fläche von 29,6 km².
Salisbury ist wirtschaftliches Zentrum der Halbinsel Delmarva und Knotenpunkt der U.S. Highways 50 und 13. Die Stadt ist Sitz der Salisbury University.

## Namensvarianten
Die Ortschaft besitzt mehrere Bezeichnungsvarianten:
- Carrs Landing[3]
- Handys Landing[3]
- Salisbury Town[4]
- Salsbury[5]

## Verkehr
Die Stadt ist durch die US Routes 13 und 50 an das nationale Fernstraßennetz angeschlossen. Der Salisbury Regional Airport liegt zehn Kilometer südöstlich der Stadt.

## Städtepartnerschaften
Salisburys Partnerstädte sind Salisbury in England, Tartu in Estland und Salinas in Ecuador.

## Söhne und Töchter der Stadt
- Frank „Floorshow“ Culley (1917–1981), Rhythm-and-Blues-Saxophonist
- Alexis Denisof (* 1966), Schauspieler
- John Glover (* 1944), Schauspieler
- Linda Hamilton (* 1956), Schauspielerin
- William Purnell Jackson (1868–1939), US-Senator
- Jessica Lee Rose (* 1987), Schauspielerin und Vloggerin
- Paul Sarbanes (1933–2020), US-Senator